# 4574 Йосінака
4574 Йосінака (4574 Yoshinaka) — астероїд головного поясу, відкритий 20 грудня 1986 року.
Тіссеранів параметр щодо Юпітера — 3,229.
Названо на честь Йосінаки (яп. よしなか(義仲) йосінака).